# سان جيوفاني إنكاريكو
سان جيوفاني إنكاريكو هي بلدية في مقاطعة فروزينوني في إقليم لاتسيو الإيطالي، وتقع على بعد حوالي 100 كيلومتر جنوب شرق روما وحوالي 20 كم جنوب شرق فروزينوني.